# Unify (éditeur de logiciels)
 (août 2014).
Si vous disposez d'ouvrages ou d'articles de référence ou si vous connaissez des sites web de qualité traitant du thème abordé ici, merci de compléter l'article en donnant les références utiles à sa vérifiabilité et en les liant à la section « Notes et références ».
Unify – auparavant connu sous le nom de Siemens Enterprise Communications – est un acteur mondial, éditeur de logiciels et prestataire de services autour des communications unifiées. Unify est une coentreprise entre The Gores Group et Siemens AG.
Le 3 novembre 2015, le groupe Atos a annoncé être parvenu à un accord avec The Gores Group et Siemens AG pour acquérir Unify .

## Historique
L'année 2010 a été marquée par le rachat de Cycos AG (de), une entreprise spécialisée dans les communications unifiées.
En octobre 2013, Siemens Enterprise Communications a été rebaptisée Unify .
Le 20 janvier 2016, Atos annonce avoir finalisé auprès du fonds d'investissement The Gores Group et de Siemens l'acquisition d'Unify, pour 366 millions d'euros.
5 100 Brevets sont déposés actuellement.

## Équipe de Direction
Dean Douglas est le Président-Directeur Général d'Unify depuis janvier 2014 .
Les ventes en France sont sous la responsabilité d'Eric Leblanc depuis le 1er septembre 2015.

## Localisation
Le siège social du Groupe est situé à Munich en Allemagne. Le siège français est situé à Boulogne-Billancourt (92). Unify France dispose d'un centre de démonstration, ainsi que d'un centre de formation et d'un laboratoire de tests et d'expertise.